# Саргсян, Артур Меликович
Артур Меликович Саргсян (род. 13 марта 1998, Кимры, Тверская область) — российский борец греко-римского стиля, чемпион и призёр чемпионатов России, победитель и призёр международных турниров, мастер спорта России международного класса. Выступает в весовой категории до 97 кг. Начал заниматься борьбой в Кимрах, где наставником был Самвел Петросян. Впоследствии Саргсян переехал в Тверь, где его стал тренировать Заслуженный тренер России Руслан Юсуфов. С 2020 года выступает за Владимирскую область. Саргсян — второй представитель Твери, которому удалось стать чемпионом страны по греко-римской борьбе. Первым в 2013 году стал Иван Куйлаков.

## Спортивные результаты
- Первенство мира по борьбе среди кадетов 2015 года — ;
- Первенство мира по борьбе среди юниоров 2017 года — ;
- Первенство Европы по борьбе среди юниоров 2018 года — ;
- Первенство мира по борьбе среди юниоров 2018 года — ;
- Чемпионат мира по борьбе среди спортсменов до 23 лет 2021 года — ;
- Чемпионат России по греко-римской борьбе 2020 года — ;
- Чемпионат России по греко-римской борьбе 2021 года — ;
- Чемпионат России по греко-римской борьбе 2022 года — ;
- Чемпионат России по греко-римской борьбе 2023 года — ;
- Чемпионат России по греко-римской борьбе 2025 года — ;